# Aroha Travé
Aroha Travé (Tarrassa, Cataluña, 1985) es una autora de cómics catalana. Su estilo bebe del cómic underground, con un dibujo que la autora misma define como «cargado y sucio», heredero del estilo llamado “línea chunga”.
Se dio a conocer en 2020 gracias al éxito de la novela gráfica Carne de cañón, que fue premiada en la 39.ª edición de Comic Barcelona y alabada por la crítica, quedando finalista en los premios de la Asociación de Críticos y Divulgadores del Cómic (ACDCómic). El cómic, con un punto autobiográfico, es continuista con la tradición underground de la revista El Víbora, de la que Aroha había sido gran lectora en la adolescencia, y relata las vivencias de barrio de un grupo de niños.

## Obras
- Carne de cañón (Ediciones La Cúpula, 2019)
- Nancy in Hell (Karras Comics, antología, 2019)
- El Víbora para supervivientes #1 (Ediciones La Cúpula, antología, 2020)
- Grano de pus (Autoedición, 2020)
- Vamp Fictions (Verkami, antología, 2021)
- El bicho que se devora a sí mismo (Temas de hoy, 2021)
- Pos últimamente  (Autoedición, 2022)

## Premios y reconocimientos
- 2021 - Premio a Autora revelación del 39.º Festival Comic Barcelona por Carne de cañón (La Cúpula).[3]

- 2021 - Nominación al Premio al mejor fanzine del 39.º Festival Comic Barcelona por Grano de pus, junto con Rosa Codina.